# 佐賀県道302号肥前旭停車場線
佐賀県道302号肥前旭停車場線（さがけんどう302ごう ひぜんあさひていしゃじょうせん）は、佐賀県鳥栖市を通る一般県道である。

## 概要
鳥栖市儀徳町から鳥栖市村田町に至る。幅員はほとんどの区間で1.5車線程度でやや狭い。

### 路線データ
- 起点：佐賀県鳥栖市儀徳町（肥前旭駅交差点、JR九州鹿児島本線 肥前旭駅前）
- 終点：佐賀県鳥栖市村田町（旭小学校西交差点、佐賀県道・福岡県道145号江口長門石江島線交点）

## 地理

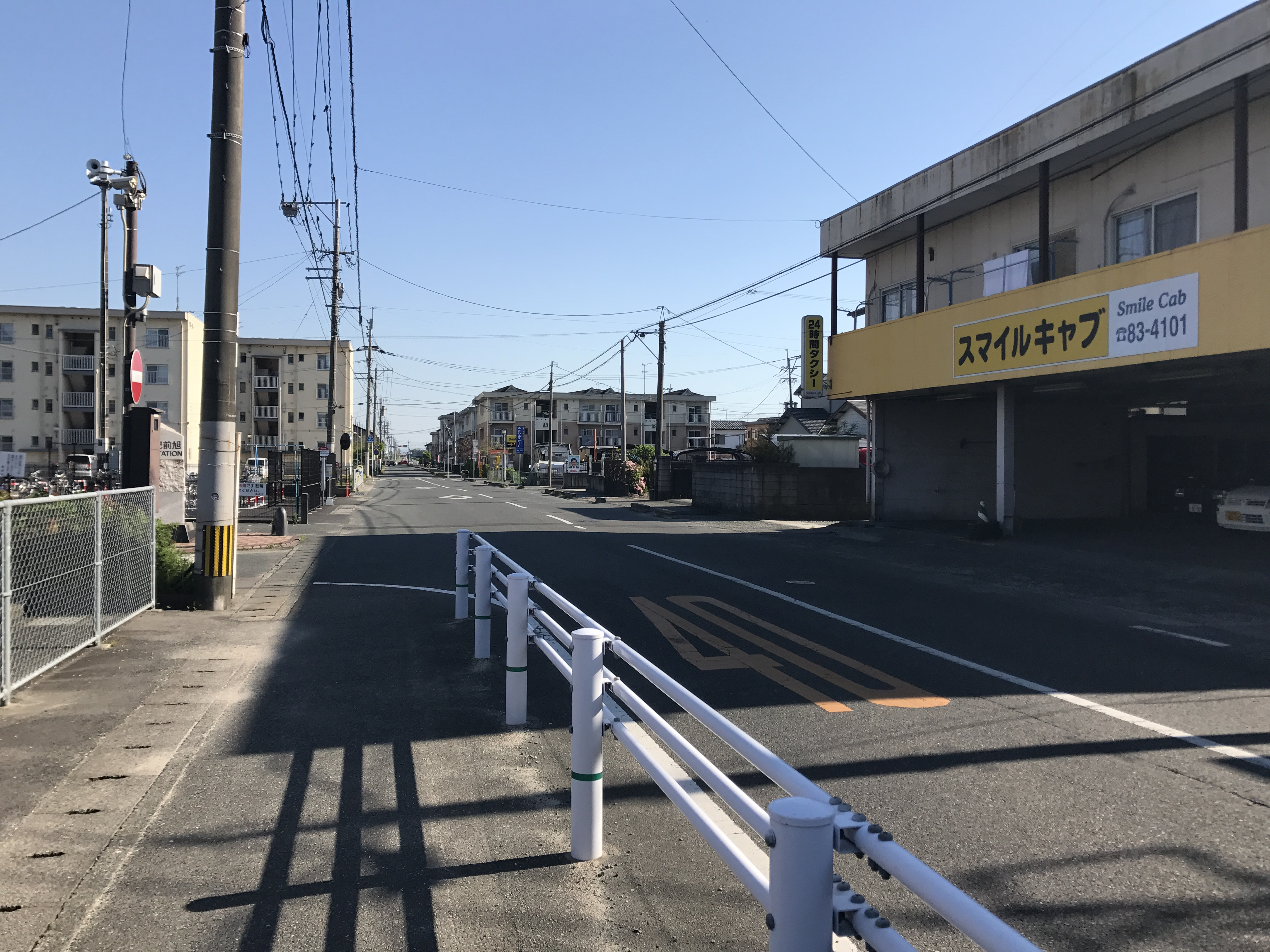
肥前旭駅前

### 通過する自治体
- 鳥栖市

### 交差する道路
| 交差する道路                            | 交差する場所 | 交差する場所            |
| --------------------------------------- | ------------ | ----------------------- |
| 佐賀県道・福岡県道145号江口長門石江島線 | 村田町       | 旭小学校西交差点 / 終点 |

### 沿線
- JR九州鹿児島本線 肥前旭駅
- 鳥栖市立旭小学校
- 村田郵便局